# Seimenii Mici, Constanța
Seimenii Mici (în turcă Küçük Seymenköy) este un sat în comuna Seimeni din județul Constanța, Dobrogea, România. La recensământul din 2002 avea o populație de 908 locuitori. Crescătorie piscicolă.